# Городоцька волость
Городоцька волость — історична адміністративно-територіальна одиниця Кам'янецького повіту Подільської губернії з центром у містечку Городок.

## Склад волості
Станом на 1885 рік складалася з 10 поселень, 6 сільських громад. Населення — 12 252 осіб (6 016 чоловічої статі та 6 236 — жіночої), 1420 дворових господарства.
|                     | Площа, десятин | У тому числі орної, десятин |
| ------------------- | -------------- | --------------------------- |
| Сільських громад    | 7061           | 6215                        |
| Приватної власності | 8485           | 5693                        |
| Казенної власності  | 88             | -                           |
| Іншої власності     | 468            | 353                         |
| Загалом             | 16102          | 12261                       |

Основні поселення волості:
- Городок — колишнє державне і власницьке містечко при річці Смотрич за 56 версти від повітового міста, 2857 осіб, 499 дворових господарств, волосне правління, православна церква, костел, 2 синагоги, 5 єврейських молитовних будинків, школа, 4 заїжджі двори, 7 заїжджих будинків, 25 лавок, базар, ярмарок через 2 тижні, водяний млин, 16 шкіряних, пивоварний, винокурний і 3 цегельних заводи. за 3 версти - бурякоцукровий і цегельний заводі із лікарнею.
- Лісоводи — колишнє власницьке село при річці Самець, 1513 осіб, 238 дворових господарств, православна церква, школа, заїжджий будинок, водяний млин.
- Людвипіль (Германівка) — колишнє власницьке село при річці Смотрич, 586 осіб, 88 дворових господарств, заїжджий будинок, водяний млин.
- Нове Поріччя — колишнє власницьке село при річці Тростянці, 995 осіб, 173 дворових господарства, православна церква, школа, заїжджий будинок, лавка, 2 водяні млини, пивоварний завод.
- Скотиняни — колишнє власницьке село при річці Самець, 1638 осіб, 245 дворових господарства, православна церква, школа, 3 заїжджі будинки, 2 водяні млини, цегельний завод.
- Чорниводи — колишнє власницьке село при річці Чорнивідка, 950 осіб, 155 дворових господарства, православна церква, школа, заїжджий будинок, водяний млин.

## Ліквідація волості
Друга сесія ВУЦВК VII скликання, яка відбувалася 12 квітня 1923 р., своєю постановою «Про новий адміністративно-територіальний поділ України» скасувала волості і повіти, замінивши їх районами. Поселення волості ввійшли до складу Городоцького району.